# Marathon van Tokio 2009
De marathon van Tokio 2009 vond plaats op zondag 17 februari 2009. Dit was de derde editie van deze marathon. 
De wedstrijd bij de mannen werd gewonnen door de Keniaan Salim Kipsang met een tijd van 2:10.27. De Japanse Mizuho Nasukawa finishte als eerste vrouw in 2:25.38.

## Uitslagen

### Mannen
| rang   | naam              | land | tijd    |
| ------ | ----------------- | ---- | ------- |
| Goud   | Salim Kipsang     | KEN  | 2:10.27 |
| Zilver | Kazuhiro Maeda    | JPN  | 2:11.01 |
| Brons  | Kensuke Takahashi | JPN  | 2:11.25 |
| 4      | Sammy Korir       | KEN  | 2:11.57 |
| 5      | Kenta Oshima      | JPN  | 2:12.54 |
| 6      | Tomoyuki Sato     | JPN  | 2:13.12 |
| 7      | Dmytro Baranovsky | UKR  | 2:13.27 |
| 8      | Asnake Fekadu     | ETH  | 2:13.40 |
| 9      | Kentaro Nakamoto  | JPN  | 2:13.53 |
| 10     | Atsushi Fujita    | JPN  | 2:14.00 |

### Vrouwen
| rang   | naam                 | land | tijd    |
| ------ | -------------------- | ---- | ------- |
| Goud   | Mizuho Nasukawa      | JPN  | 2:25.38 |
| Zilver | Yukari Sahaku        | JPN  | 2:28.55 |
| Brons  | Reiko Tosa           | JPN  | 2:29.19 |
| 4      | Alevtina Biktimirova | RUS  | 2:29.33 |
| 5      | Shitaye Gemechu      | ETH  | 2:29.59 |
| 6      | Kiyoko Shimahara     | JPN  | 2:31.57 |
| 7      | Hiromi Ominami       | JPN  | 2:32.11 |
| 8      | Luminita Talpos      | ROU  | 2:32.22 |
| 9      | Pamela Chepchumba    | KEN  | 2:32.40 |
| 10     | Harumi Hiroyama      | JPN  | 2:35.39 |

Tokyo International Marathon (alleen mannen)

1981 · 1982 · 1983 · 1984 · 1985 · 1986 · 1987 · 1988 · 1989 · 1990 · 1991 · 1992 · 1993 · 1994 · 1995 · 1996 · 1997 · 1998 · 1999 · 2000 · 2001 · 2002 · 2003 · 2004 · 2005 · 2006

Tokyo International Women's Marathon (alleen vrouwen)

1979 · 1980 · 1981 · 1982 · 1983 · 1984 · 1985 · 1986 · 1987 · 1988 · 1989 · 1990 · 1991 · 1992 · 1993 · 1994 · 1995 · 1996 · 1997 · 1998 · 1999 · 2000 · 2001 · 2002 · 2003 · 2004 · 2005 · 2006 · 2007 · 2008

Tokyo Marathon (beide)

2007 · 2008 · 2009 · 2010 · 2011 · 2012 · 2013 · 2014 · 2015 · 2016 · 2017 · 2018 · 2019 · 2020 · 2021 · 2022 · 2023 · 2024